# Terezín (Hodoníni járás)
Terezín település Csehországban, Hodoníni járásban. Terezín Hovorany, Násedlovice, Čejč, Krumvíř és Kobylí településekkel határos. Lakosainak száma 381 fő (2024. január 1.).

## Népesség
A település lakosságának változását az alábbi diagram mutatja:
| Lakosok száma | 308  | 371  | 472  | 436  | 458  | 400  | 399  | 391  | 384  | 381  |
|               | 1869 | 1890 | 1921 | 1950 | 1980 | 2001 | 2017 | 2019 | 2022 | 2024 |